# Neuilly-le-Vendin

Neuilly-le-Vendin este o comună în departamentul Mayenne, Franța. În 2009 avea o populație de 388 de locuitori.